# هپی هوگان
هارولد «هپی» هوگان یکی از شخصیت‌های خیالی کتاب‌های کامیک انتشارات مارول کامیکس و یکی از شخصیت‌های مکمل مرد آهنی می‌باشد.

## زندگی‌نامه تخیلی شخصیت
هپی هوگان، یک بوکسور قدیمی که شکست‌هایی زیادی را دارد، بعد از آنکه جان تونی استارک را نجات می‌دهد، به عنوان راننده و دستیار شخصی به استخدام استارک در می‌آید. و بعد از مدتی یکی بودن تونی استارک و مرد آهنی را کشف می‌کند.
یک روز وقتی که هوگان مریض می‌شود، پزشکش سعی می‌کند تا به کمک اشعه کبالتی اختراع استارک او را درمان کند؛ اما به جای درمان شدن، او تبدیل به غولی وحشی و تقریباً بی عقل با زوری ابر انسانی به نام عجیب الخلقه می‌شود. عجیب الخلقه قبل از این که مرد آهنی بتواند جلوی او را بگیرد، وحشی شده و فرار می‌کند.
مرد آهنی دوباره عجیب الخلقه را به آزمایشگاه باز می‌گرداند اما انرژی اش تمام شده و خاموش می‌شود. عجیب الخلقه پپر پاتز را که با دیدنش غش کرده بود، بلند کرده و با خود می‌برد. پلیس به او شلیک می‌کند و او پپر را رها می‌کند. مرد آهنی بازگشته، پپر را نجات داده و عجیب الخلقه را به آزمایشگاه برمیگرداند. او به صورت عادیش تبدیل می‌شود اما به خاطر یادزدودگی تا مدت‌ها چیزی به خاطر نمی‌آورد.
مدت‌ها بعد، زمانی که هپی به استارک در بازسازی زره اش کمک می‌داد، باری دیگر در معرض اشعه‌های کبالتی قرار گرفته و به عجیب الخلقه تبدیل می‌شود. عجیب الخلقه استارک را به سمت دیوار پرتاب کرده و پاتز را می دزد. نهایتاً نیز استارک موفق می‌شود او را به حالت طبیعی باز گرداند.
یک بار گرد آورنده پپر و هپی را به امید اضافه کردن عجیب الخلقه به کلکسیونش می‌دزدد. اما مرد آهنی آنها را نجات می‌دهد.
او با پپر پاتز ازدواج می‌کند اما بعدها از او طلاق می‌گیرد.
هپی تقریباً در تمام شرکت‌های استارک کار می‌کرد و زمانی که تونی استارک طی ماجرای یورش ناپدید می‌شود، هپی از کار کردن برای استارک-فوجیکاوا خودداری می‌کند. زمانی که استارک باز می‌گردد، او دوباره به شغلش باز می‌گردد و با پپر دوباره ازدواج می‌کند.
زمان جنگ داخلی که استارک مشکلات روانی، سیاسی و عاطفی پیدا کرده بود، هپی هوگان کسی بود که به او نصیحت‌های لازم را می‌کرد. در موقعیت خیلی بحرانی، او به تونی می‌گوید: «تو، دوست من، تو تنها کسی [بین ابرقهرمانان] هستی که هم جزو ما [انسان‌ها] و هم جزو آنهایی. چه کسی مثل تو می تونه هر دو طرف ماجرا رو ببینه؟» هوگان شب سالگرد ازدواجش با پپر توسط ارباب جاسوس مورد حمله قرار می‌گیرد. ارباب جاسوس تهدید می‌کند که ابتدا هوگان و سپس پپر را می‌کشد. هپی عصبانی شده، گردن ارباب جاسوس را فشرده و با خود از چندین طبقه به پایین پرتاب می‌کند. این اتفاق باعث می‌شود تا به آلفا-کما فرو رود.
زمانی که هپی در کما به سر می‌برد، پپر سر شام با استارک صحبت می‌کند. او داستان کبرا مک کویل، یک بوکسور قدیمی که ضرابت زیادی به سرش خورده را تعریف می‌کند. کبرا حتی دیگر نمی‌تواند خودش غذا بخورد و همیشه کسی باید از او مراقبت کند. پپر می‌گوید هپی قبلاً اگفته بود که نمی‌خواهد پایان کارش مانند کبرا شود. در نهایت هوگان می‌میرد؛ او خودش از تونی می خواهد تا دستگاه     
را قطع کند.در جلد جدید رسیکو (نجات) هوش مصنوعی زره پپر پاتز هپی است 

## در دیگر رسانه‌ها

### تلویزیون
- هپی هوگان در بخش مرد آهنی سریال تلویزیونی ابرقهرمانان مارول (۱۹۶۶) حضور داشت.
- هپی هوگان در سریال تلویزیونی مرد آهنی: ماجراجویی با زره (۲۰۱۰–۲۰۰۹) به صدای الیستیر ایبل حضور داشت.[۹]

### سینما
- هپی هوگان در فیلم سینمایی مرد آهنی به بازیگری جان فاورو (۲۰۰۸) حضور داشت.
- هپی هوگان در فیلم سینمایی مرد آهنی ۲ (۲۰۱۰) به بازیگری جان فاورو حضور داشت.
- همچنین فاورو در نقش هپی هوگان در مرد آهنی ۳ (۲۰۱۳) حضور داشت.
- هپی هوگان در فیلم مرد عنکبوتی ۲۰۱۷ حضور داشت.
- هپی هوگان در فیلم مرد عنکبوتی ۲۰۱۹ نیز حضور داشت.